# Raymond Weill
Raymond Weill (* 28. Januar 1874 in Elbeuf-sur-Seine; † 13. Juli 1950 in Paris) war ein französischer Ägyptologe. Er hatte von 1919 bis 1945 den Lehrstuhl für Ägyptische Philologie und Altertumskunde bzw. Ägyptische Geschichte und Archäologie an der École pratique des hautes études inne.

## Biographie
Nach dem Baccalauréat besuchte Weill die Vorbereitungsklassen am Pariser Lycée Saint-Louis und studierte dann von 1892 bis 1894 an der École polytechnique. Danach begann er als Unterleutnant der Genietruppe die Laufbahn eines Ingenieuroffiziers. Er verließ 1902 den aktiven Militärdienst (blieb aber Reserveoffizier) und nahm mit 28 Jahren ein weiteres Studium der Geschichte des Orients und insbesondere des alten Ägypten, u. a. bei Paul Guieysse, Gaston Maspero und Alexandre Moret, an der Universität von Paris, der École pratique des hautes études (EPHE) und dem Collège de France auf. Seine Diplomarbeit schrieb er 1904 über Inschriften auf dem Sinai.
Mit William Flinders Petrie unternahm er 1905/06 archäologische Feldforschungen auf der Sinai-Halbinsel. Das doctorat d’État schloss Weill 1908 mit einer Schrift über Denkmäler und Geschichte der 2. und 3. Dynastie ab. Anschließend nahm er bis 1914 (zuletzt in leitender Funktion) an mehreren archäologischen Missionen in Ägypten und Palästina teil. Während des Ersten Weltkriegs diente er 1914–1918 als Offizier an der Front im Nahen Osten. Als Alexandre Moret in die religionswissenschaftliche Sektion der EPHE wechselte, wurde Raymond Weill 1919 auf den freigewordenen Lehrstuhl für ägyptische Philologie und Altertumskunde in der historisch-philologischen Sektion der EPHE berufen.
Der Lehrstuhl wurde 1924 aufgeteilt: Weill behielt die Zuständigkeit für ägyptische Geschichte und Archäologie, während Henri Sottas (bzw. ab 1928 Gustave Lefebvre) den philologischen Teil verantwortete. Aufgrund der antisemitischen Rassengesetze des Vichy-Regimes wurde Weill im Dezember 1940 seiner Funktionen enthoben, nach der Befreiung Frankreichs aber wieder eingesetzt. Im August 1945 trat er aus Altersgründen in den Ruhestand – Georges Posener war sein Nachfolger – leitete aber auch danach noch ein regelmäßiges Seminar an der École pratique des hautes études.
Er spezialisierte sich auf die Geschichte des Alten Ägyptens, genauer: auf die Zweite Zwischenzeit. Dazu veröffentlichte er mehrere Arbeiten zum Ende der 12. Dynastie und den Hyksos. Gegen Ende seines Lebens kam er zu der Überzeugung, dass die Zweite Zwischenzeit gar nicht vorhanden gewesen sei, sondern die Hyksos während der späten 12. Dynastie als Lokalkönige im Nildelta geherrscht hätten und die Thebaner des Neuen Reichs direkt auf das Mittlere Reich gefolgt wären.
Weill war einer der ersten Archäologen, der Ausgrabungen in Wadi Hilweh bei Jerusalem durchführte, einer Stätte, die er als Erster als „Davidsstadt“ bezeichnete, nachdem er sie als den Ort identifizierte, an dem König David seine Hauptstadt errichtet haben soll.

## Schriften
- Les Décrets Royaux de l’Ancien Égyptien … étude sur les décrets royaux trouvés à Koptos … 1910 et 1911. 1912.
- La fin du Moyen Empire Égyptien: étude sur les monuments et l’histoire de la période comprise entre la 12e et la 18e dynastie. 1918.
- La Cité de David, 1913–1914. P. Geuthner, Paris 1920.
- Bases, méthodes et resultats de la Chronologie Égyptienne. 1926–1928.
- Douzième Dynastie, royauté de Haute-Égypte et domination Hyksos dans le nord. 1953 (postum).
- zusammen mit Adrienne Tony-Revillon: Dara: Campagnes de 1946–1948 (= Service des antiquités de l’Égypte.). Organisme général des imprimeries gouvernementales, Kairo 1958, OCLC 255867521 (postum).